# Hu (folk)
Hu (胡; hú) är en generell term för icke-kinesiska folk som lever i norra och nordvästra Kina. Uttrycket användes huvudsakligen under perioden De stridande staterna (400-talet f.Kr.–221 f.Kr) och under De sydliga och nordliga dynastierna (420–589). Nomadfolket Xiongnu kallades ofta för Hu.